# Most podnoszony

Most podnoszony

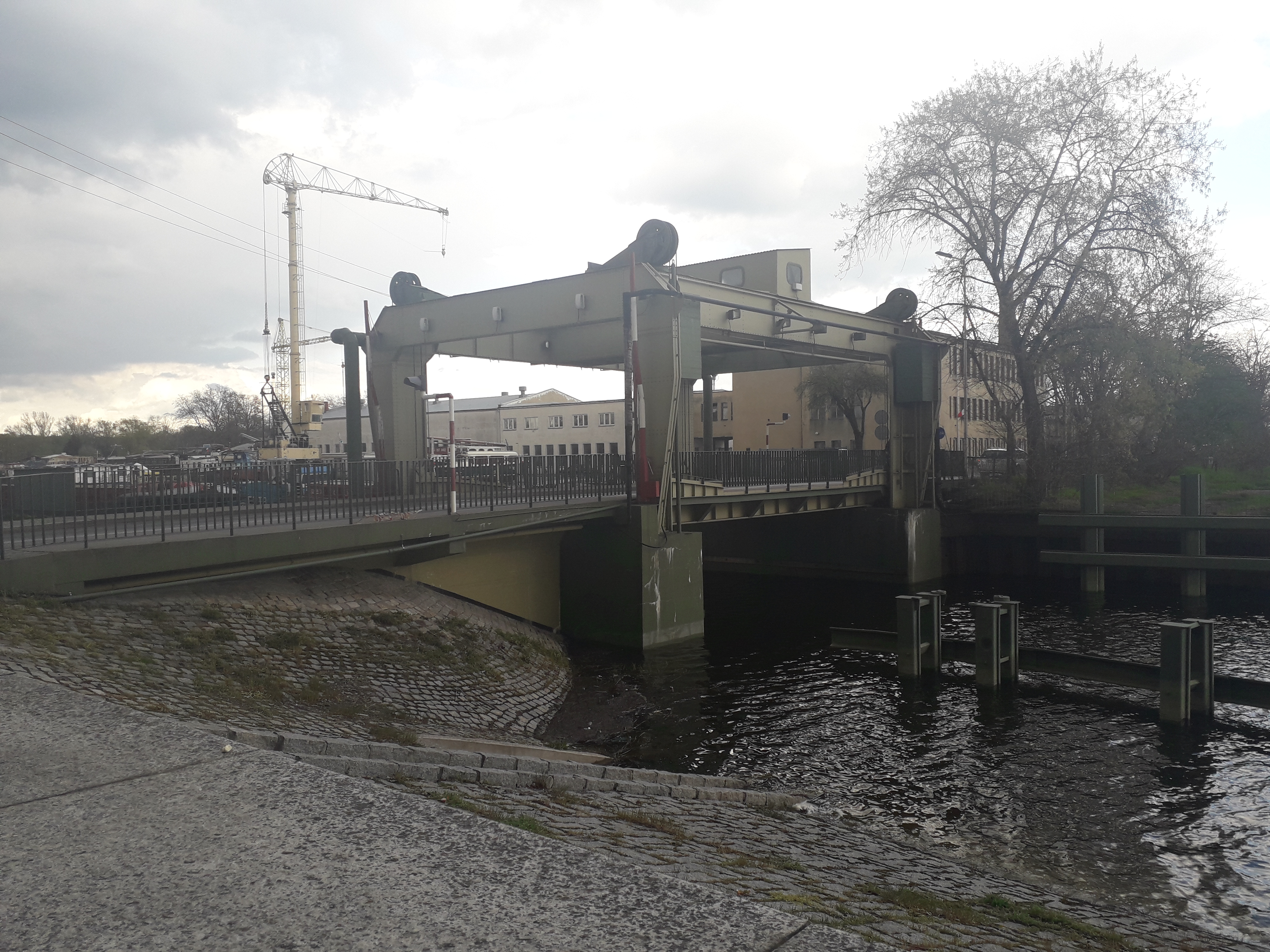
Jeden z nielicznych w Polsce mostów podnoszonych - most podnoszony na Odrze w Nowej Soli

Most podnoszony – rodzaj mostu ruchomego, w którym jedno z przęseł jest podnoszone do góry w celu umożliwienia przepłynięcia statków i innych jednostek pływających. Zaletą budowy takiego mostu jest niższy koszt budowy od mostu zwodzonego. Można między innymi użyć słabszych siłowników, gdyż konstrukcja nie musi przenosić tak dużych obciążeń. Najczęściej stosowany na liniach kolejowych.